# Araneus ragnhildae
Araneus ragnhildae là một loài nhện trong họ Araneidae.
Loài này thuộc chi Araneus. Araneus ragnhildae được Embrik Strand miêu tả năm 1917.